# Danube (tỉnh)
Tỉnh Danube (tiếng Ottoman Turkish: ولايت طونه, đã Latinh hoá: Vilâyet-i Tuna; tiếng Bulgaria: Дунавска област, Dunavska(ta) oblast, thông dụng hơn Дунавски вилает, Danube Vilayet) là đơn vị hành chính cấp một (vilayet) của Đế quốc Ottoman từ năm 1864 đến năm 1878. Vào cuối thế kỷ 19, theo báo cáo thì tỉnh có diện tích 34.120 dặm vuông Anh (88.400 km2).
Tỉnh được tạo ra từ các phần phía bắc của tỉnh Silistra dọc theo sông Danube và các eyalet Niš, Vidin và Silistra. Tỉnh này có ý định trở thành một tỉnh kiểu mẫu, thể hiện tất cả những tiến bộ mà Porte (chính phủ đế quốc) đạt được thông qua các cải cách hiện đại hóa Tanzimat. Đến cuối cùng, các tỉnh (vilayet) khác mô phỏng theo tỉnh Danube được thành lập trên khắp đế quốc vào năm 1876, ngoại trừ tại bán đảo Ả Rập và tại Ai Cập bán độc lập. Rusçuk, nay là Ruse tại Bulgaria, được chọn làm thủ phủ của tỉnh do có vị trí là một cảng chủ chốt của Ottoman trên sông Danube.
Tỉnh này biến mất sau Chiến tranh Nga-Ottoman 1877–78, khi phần đông bắc của tỉnh (Bắc Dobruja) được sáp nhập vào Romania, một số lãnh thổ phía tây của tỉnh sáp vào Serbia, trong khi các khu vực miền trung và miền nam tạo thành hầu hết Thân vương quốc Bulgaria tự trị và một phần của Đông Rumelia.

## Hành chính
Khi được thành lập vào năm 1864, tỉnh Danube bao gồm các sanjak (huyện) sau:
1. Sanjak Tulcea
2. Sanjak Varna
3. Sanjak Ruse
4. Sanjak Tărnovo
5. Sanjak Vidin
6. Sanjak Sofia
7. Sanjak Niš

Năm 1868, sanjak Niš được tách ra và trở thành một phần của tỉnh Prizren.
Năm 1876, sanjak Niš và sanjak Sofia được tách ra thành tỉnh Sofia tồn tại trong thời gian ngắn, nhưng sau đó được sáp nhập vào các tỉnh Adrianople và Kosovo chỉ một năm sau đó, vào năm 1877.

## Chính phủ
Midhat Pasha là thống đốc đầu tiên của tỉnh (1864–1868). Trong thời gian ông làm thống đốc, các tuyến tàu thủy chạy bằng hơi nước được thiết lập trên sông Danube; tuyến đường sắt Ruse-Varna đã hoàn thành; các hợp tác xã tín dụng nông nghiệp cung cấp cho nông dân các khoản vay lãi suất thấp được ra đời; ưu đãi thuế cũng được đưa ra để khuyến khích các doanh nghiệp công nghiệp mới.
Tờ báo tỉnh chính thức đầu tiên ở Đế quốc Ottoman, Tuna/Dunavq, được xuất bản bằng cả tiếng Thổ Ottoman và tiếng Bulgaria và có cả biên tập viên người Ottoman và người Bulgaria. Các biên tập viên của nó bao gồm Ismail Kemal và Ahmed Midhat Efendi.
Tỉnh có một hội đồng hành chính bao gồm các quan chức nhà nước do chính phủ Ottoman bổ nhiệm cũng như sáu đại biểu (ba người Hồi giáo và ba người không theo Hồi giáo) được bầu chọn từ cư dân của tỉnh. Những người không theo Hồi giáo cũng tham gia vào các tòa án hình sự và thương mại cấp tỉnh dựa trên bộ luật và tư pháp thế tục. Các trường học hỗn hợp Hồi giáo-Cơ Đốc giáo cũng xuất hiện, nhưng cải cách này đã bị bãi bỏ sau khi vấp phải sự phản đối mạnh mẽ của dân chúng.

## Thống đốc
Các thống đốc của tỉnh:
- Hafiz Ahmed Midhat Shefik Pasha (tháng 10 năm 1864 - tháng 3 năm 1868)
- Mehmed Sabri Pasha (tháng 3 năm 1868 - tháng 12 năm 1868)
- Arnavud Mehmed Akif Pasha (tháng 2 năm 1869 - tháng 10 năm 1870)
- Kücük ömer Fevzi Pasha (tháng 10 năm 1870 - tháng 10 năm 1871)
- Ahmed Rasim Pasha (tháng 10 năm 1871 - tháng 6 năm 1872)
- Ahmed Hamdi Pasha (tháng 6 năm 1872 - tháng 4 năm 1873)
- Abdurrahman Nureddin Pasha (tháng 4 năm 1873 - tháng 4 năm 1874)
- Mehmed Asim Pasha (tháng 4 năm 1874 - tháng 9 năm 1876)
- Halil Rifat Pasha (tháng 10 năm 1876 - tháng 2 năm 1877)
- Oman Mazhar Ahmed (1876–1877)

## Nhân khẩu
Năm 1865, tỉnh có 658.600 (40,51%) là người Hồi giáo và 967.058 (59,49%) là người không theo Hồi giáo, số liệu bao gồm nữ giới, (không gồm sanjak Niş). Khoảng 569.868 (34,68%) là người Hồi giáo, không tính người nhập cư, và 1.073.496 (65,32%) là người không theo Hồi giáo vào năm 1859-1860. Khoảng 250.000-300.000 người nhập cư Hồi giáo từ Krym và Kavkaz đến khu vực từ 1855 đến 1864.
Dân số nam giới của tỉnh Danube (không gồm sanjak Niš) năm 1865 theo Kuyûd-ı Atîk (nhà in tỉnh Danube):
Các nhóm dân tộc tỉnh Danube theo đăng ký dân số 1865
| Cộng đồng          | Rusçuk Sanjak  | Vidin Sanjak   | Varna Sanjak  | Tırnova Sanjak | Tulça Sanjak  | Sofya Sanjak   | Tỉnh Danube    |
| ------------------ | -------------- | -------------- | ------------- | -------------- | ------------- | -------------- | -------------- |
| Hồi giáo           | 138.017 (61%)  | 14.835 (13%)   | 38.230 (74%)  | 77.539 (40%)   | 38.479 (65%)  | 20.612 (12%)   | 327.712 (40%)  |
| Gypsi Hồi giáo     | 312 (0%)       | 245 (0%)       | 118 (0%)      | 128 (0%)       | 19 (0%)       | 766 (0%)       | 1.588 (0%)     |
| Bulgaria           | 85.268 (38%)   | 93.613 (80%)   | 9.553 (18%)   | 113.213 (59%)  | 12.961 (22%)  | 142.410 (86%)  | 457.018 (56%)  |
| Vlach              | 0 (0%)         | 7.446 (6%)     | 0 (0%)        | 0 (0%)         | 0 (0%)        | 0 (0%)         | 7.446 (1%)     |
| Armenia            | 926 (0%)       | 0 (0%)         | 368 (1%)      | 0 (0%)         | 5.720 (10%)   | 0 (0%)         | 7.014 (1%)     |
| Rum Millet         | 0 (0%)         | 0 (0%)         | 2.639 (5%)    | 0 (0%)         | 2.215 (4%)    | 0 (0%)         | 4.908 (1%)     |
| Gypsi phi Hồi giáo | 145 (0%)       | 130 (0%)       | 999 (2%)      | 1.455 (1%)     | 92 (0%)       | 786 (0%)       | 3.607 (0%)     |
| Do Thái            | 1.101 (0%)     | 630 (1%)       | 14 (0%)       | 0 (0%)         | 1 (0%)        | 1.790 (1%)     | 3.536 (0%)     |
| Tổng               | 225.769 (100%) | 116.899 (100%) | 51.975 (100%) | 192.335 (100%) | 59.487 (100%) | 166.364 (100%) | 812.829 (100%) |

Dân số nam giới Hồi giáo và phi Hồi giáo trong tỉnh Danube theo Ottoman Salname năm 1868:
| Sanjak      | Hồi giáo | Hồi giáo | phi Hồi giáo | phi Hồi giáo | Tổng số   |
| Sanjak      | Số lượng | %        | Số lượng     | %            | Tổng số   |
| ----------- | -------- | -------- | ------------ | ------------ | --------- |
| Rusçuk      | 138.692  | 59,14%   | 95.834       | 40,86%       | 234.526   |
| Varna       | 58.689   | 73,86%   | 20.769       | 26,14%       | 79.458    |
| Vidin       | 25.338   | 16,90%   | 124.567      | 83,10%       | 149.905   |
| Sofya       | 24.410   | 14,23%   | 147.095      | 85,77%       | 171.505   |
| Tirnova     | 71.645   | 40,73%   | 104.273      | 59,27%       | 175.918   |
| Tulça       | 39.133   | 68,58%   | 17.929       | 41.42%       | 57.062    |
| Niş         | 54.510   | 35,18%   | 100.425      | 64,82%       | 154.935   |
| Grand Total | 412.417  | 40,30%   | 610,892      | 59,70%       | 1.023.309 |

Dân số nam của tỉnh Danube (không bao gồm sanjak Niš) vào năm 1866-1873 theo biên tập viên của tờ báo Danube Ismail Kemal:
| Hồi giáo                | 481.798 (42%)    |
| —Hồi giáo cố hữu        | 392.369 (34%)    |
| —Hồi giáo định cư       | 64.398 (6%)      |
| —Hồi giáo Gypsi         | 25.031 (2%)      |
| Cơ Đốc giáo             | 646.215 (57%)    |
| —Bulgaria               | 592.573 (52%)    |
| —Hy Lạp                 | 7.655 (1%)       |
| —Armenia                | 2.128 (0%)       |
| —Công giáo              | 3.556 (0%)       |
| —Cơ Đốc giáo khác       | 40.303 (4%)      |
| Gypsi phi Hồi giáo      | 7.663 (1%)       |
| Do Thái giáo            | 5.375 (0%)       |
| Tổng cộng tỉnh Danube   | 1.141.051 (100%) |
| 1 Ngoại trừ sanjak Niš. |                  |

Dân số nam giới Danube (ngoại trừ sanjak Niš) năm 1868 theo Kemal Karpat:
| Nhóm                 | Dân số  |
| -------------------- | ------- |
| Bulgaria Cơ Đốc giáo | 490.467 |
| Hồi giáo             | 359.907 |

Theo điều tra dân số năm 1874, có 963.596 (42,22%) người Hồi giáo và 1.318.506 (57,78%) người không theo Hồi giáo ở tỉnh Danube ngoại trừ sanjak Nış. Cùng với sanjak của Nish, dân số bao gồm 1.055.650 (40,68%) người Hồi giáo và 1.539.278 (59,32%) người không theo Hồi giáo vào năm 1874. Người Hồi giáo chiếm đa số trong các sanjak Rusçuk, Varna và Tulça, trong khi những người không theo Hồi giáo chiếm đa số trong các sanjak còn lại.
Các nhóm dân tộc trong tỉnh Danube 1873-74
Tổng dân số của tỉnh Danube theo nhóm dân tộc theo nhà Đông phương học người Pháp Ubicini trên cơ sở Điều tra dân số chính thức của Ottoman về tỉnh Danube năm 1873-1874 (không bao gồm sanjak Niš), khi đó là một phần của tỉnh Prizren):
| Hồi giáo                                                                              | 963.596   | 42,28% |
| —Hồi giáo cố hữu                                                                      | 784.731   | 34,44% |
| —Circassia Muhacir                                                                    | 128.796   | 5,65%  |
| —Gypsi Hồi giáo                                                                       | 50.069    | 2,19%  |
| Cơ Đốc giáo                                                                           | 1.303.944 | 57,23% |
| —Bulgaria                                                                             | 1.185.146 | 52,02% |
| —Rum millet                                                                           | 15.310    | 0,67%  |
| —Armenia                                                                              | 450       | 0,02%  |
| —Công giáo La Mã                                                                      | 7.112     | 0,31%  |
| —Gypsi Cơ Đốc giáo                                                                    | 15.524    | 0,68%  |
| —Cơ Đốc giáo khác2                                                                    | 80.402    | 3,53%  |
| Do Thái giáo                                                                          | 10.752    | 0,48%  |
| Tổng cộng                                                                             | 2.278.290 | 100%   |
| 1 Ngoại trừ sanjak Niš. 2 Vlach, Lipova, Cossack, Đức, vv., hầu hết tại sanjak Tulça. |           |        |

Dân số nam của tỉnh Danube (không bao gồm sanjak Niš) vào năm 1875 theo Tahrir-i Cedid (nhà in tỉnh Danube):
Nhóm dân tộc tỉnh Danube năm 1875
| Cộng đồng               | Rusçuk Sanjak  | Vidin Sanjak   | Varna Sanjak  | Tırnova Sanjak | Tulça Sanjak  | Sofya Sanjak   | Tỉnh Danube      |
| ----------------------- | -------------- | -------------- | ------------- | -------------- | ------------- | -------------- | ---------------- |
| Hồi giáo                | 164.455 (53%)  | 20.492 (11%)   | 52.742 (61%)  | 88.445 (36%)   | 53.059 (61%)  | 27.001 (13%)   | 406.194 (36%)    |
| Circassia Muhacir       | 16.588 (5%)    | 6.522 (4%)     | 4.307 (5%)    | 0 (0%)         | 2.954 (3%)    | 202 (0%)       | 30.573 (3%)      |
| Gypsi Hồi giáo          | 9.579 (3%)     | 2.783 (2%)     | 2.825 (3%)    | 6.545 (3%)     | 139 (0%)      | 2.964 (1%)     | 24.835 (2%)      |
| Bulgaria                | 114.792 (37%)  | 131.279 (73%)  | 21.261 (25%)  | 148.713 (60%)  | 10.553 (12%)  | 179.202 (84%)  | 605.800 (54%)    |
| Vlach, Cơ Đốc giáo, vv. | 500 (0%)       | 14.690 (8%)    | 0 (0%)        | 0 (0%)         | 15.512 (18%)  | 0 (0%)         | 30.702 (3%)      |
| Armenia                 | 991 (0%)       | 0 (0%)         | 808 (1%)      | 0 (0%)         | 3.885 (4%)    | 0 (0%)         | 5.684 (1%)       |
| Rum Millet              | 0 (0%)         | 0 (0%)         | 3.421 (4%)    | 494 (0%)       | 217 (0%)      | 0 (0%)         | 4.132 (0%)       |
| Gypsi phi Hồi giáo      | 1.790 (1%)     | 2.048 (1%)     | 331 (0%)      | 1.697 (1%)     | 356 (0%)      | 1.437 (1%)     | 7.659 (1%)       |
| Do Thái                 | 1.102 (0%)     | 1.009 (1%)     | 110 (0%)      | 0 (0%)         | 780 (1%)      | 2.374 (1%)     | 5.375 (0%)       |
| Tổng cộng               | 309.797 (100%) | 178.823 (100%) | 85.805 (100%) | 245.894 (100%) | 87.455 (100%) | 213.180 (100%) | 1.120.954 (100%) |

Tổng dân số tỉnh Danube theo nhà ngoại giao Nga Vladimir Cherkassky từ sổ đăng ký dân số Ottoman:
| Sanjak                | Hồi giáo  | Hồi giáo | Bulgaria  | Bulgaria | Khác     | Khác   | Tổng      |
| Sanjak                | Số lượng  | %        | Số lượng  | %        | Số lượng | %      | Tổng      |
| --------------------- | --------- | -------- | --------- | -------- | -------- | ------ | --------- |
| Rusçuk                | 381.224   | 61,53%   | 233.164   | 37,63%   | 5.186    | 0,84%  | 619.574   |
| Vidin                 | 59.654    | 17,66%   | 246.654   | 73,04%   | 31.398   | 9,30%  | 337.706   |
| Tirnova               | 189.980   | 38,71%   | 300.820   | 61,29%   | 0        | -      | 490.800   |
| Tulça                 | 112.300   | 63,34%   | 26.212    | 14,78%   | 38.788   | 21,88% | 177.300   |
| Varna                 | 119.754   | 69,78%   | 43.180    | 25,16%   | 8.678    | 5,06%  | 171.612   |
| Sofya                 | 59.930    | 14,02%   | 362.714   | 84,87%   | 4.748    | 1,11%  | 427.392   |
| Niş                   | 77,500    | 21.63%   | 270.000   | 75,36%   | 10.800   | 3,01%  | 358.300   |
| Tổng cộng tỉnh Danube | 1.000.342 | 38,73%   | 1.482.744 | 57,41%   | 99.598   | 3,86%  | 2.582.684 |

Dân số nam của tỉnh Danube năm 1876 theo sĩ quan Ottoman Stanislas Saint Clair:
| Cộng đồng                   | Dân số           |
| --------------------------- | ---------------- |
| Hồi giáo Turk               | 457.018 (36%)    |
| Hồi giáo khác               | 104.639 (8%)     |
| Cơ Đốc giáo Bulgaria        | 639.813 (50%)    |
| Cơ Đốc giáo Armenia         | 2.128 (0%)       |
| Cơ Đóc giáo Vlach và Hy Lạp | 56.647 (4%)      |
| Gypsi                       | 8.220 (1%)       |
| Do Thái                     | 5.847 (0%)       |
| Tổng cộng tỉnh Danube       | 1.274.282 (100%) |

Tổng dân số của tỉnh Danube (bao gồm các sanjak Niş và Sofia) theo ấn bản năm 1876 của Encyclopaedia Britannica:
| Nhóm                  | Dân số           |
| --------------------- | ---------------- |
| Bulgaria              | 1.500.000 (63%)  |
| Turk                  | 500.000 (21%)    |
| Tatar                 | 100.000 (4%)     |
| Circassia             | 90.000 (4%)      |
| Albania               | 70.000 (3%)      |
| Romania               | 40.000 (2%)      |
| Gypsi                 | 25.000 (1%)      |
| Nga                   | 10.000 (0%)      |
| Armenia               | 10.000 (0%)      |
| Do Thái               | 10.000 (0%)      |
| Hy Lạp                | 8.000 (0%)       |
| Serb                  | 5.000 (0%)       |
| Đức, Ý, Arab, khác    | 1.000 (0%)       |
| Tổng cộng tỉnh Danube | 2.369.000 (100%) |

Tổng dân số của tỉnh Danube (không bao gồm sanjak Niş) vào năm 1876 do luật sư người Pháp Aubaret ước tính từ sổ đăng ký:
| Cộng đồng              | Dân số           |
| ---------------------- | ---------------- |
| Hồi giáo               | 1.120.000 (48%)  |
| bao gồm Turk           | 774.000 (33%)    |
| bao gồm Circassia      | 200.000 (8%)     |
| bao gồm Tatar          | 110.000 (5%)     |
| bao gồm Gypsi          | 35.000 (1%)      |
| phi Hồi giáo           | 1.233.500 (52%)  |
| bao gồm Bulgaria       | 1.130.000 (48%)  |
| bao gồm Gypsi          | 12.000 (1%)      |
| bao gồm Hy Lạp         | 12.000 (1%)      |
| bao gồm Do Thái        | 12.000 (1%)      |
| bao gồm Armenia        | 2.500 (0%)       |
| bao gồm Vlachs và khác | 65.000 (3%)      |
| Tổng cộng tỉnh Danube  | 2.353.000 (100%) |